# ماکس چیلتون
ماکسیمیلیان الکساندر چیلتون (انگلیسی: Maximilian Alexander Chilton؛ زادهٔ ۲۱ آوریل ۱۹۹۱ در ردهیل، ساری) رانندهٔ مسابقات اتومبیل‌رانی اهل بریتانیا است که از فصل ۲۰۱۳ تا ۲۰۱۴ در مجموع در ۳۵ گراند پری از مسابقات جهانی فرمول یک شرکت کرد، اما موفق به کسب هیچ امتیازی نشد.